# Blæksprutten
Blæksprutten var en dansk skämttidning, grundad 1889 av Ernst Bojesen.
Den utkom till jul varje år fram till 2014 och var en humoristisk årsrevy över det gångna året i ord och bilder. Tidningen var politiskt obunden.
Den hade en föregångare i Oldfux, som utkom från 1880.